# Rentmeester (beroep)
Een rentmeester is een persoon die door een rechthebbende is belast met het beheer van goederen, in het bijzonder landgoederen en ander onroerend goed van een eigenaar of bezitter.

## Geschiedenis
In het feodale tijdvak werd een bezit, zoals een heerlijkheid, beheerd door een rentmeester als de heer langdurig afwezig was, bijvoorbeeld omdat hij verbleef op een van zijn andere bezittingen of in dienst was van zijn leenheer. In dit verband gebruikt men ook wel de term kastelein, kasteelvoogd of slotvoogd. Het woord kastelein heeft geleidelijk aan de betekenis van herbergier gekregen.
In het hertogdom Gelre had elk kwartier zijn eigen rentmeester. De oudste bewaard gebleven rekening van de rentmeester van Zutphen dateert uit 1313. De oudste van de Veluwe van 1324. Ook tegenwoordig worden landgoederen nog wel door rentmeesters beheerd. Bijvoorbeeld het landgoed Twickel in Ambt Delden (Overijssel).
Vanaf de tweede helft van de dertiende eeuw komen rentmeesters voor in bronnen onder de naam notarii. Vanaf 1290 onder de naam receptores. In rekeningen van 1294-1295 worden clavigeri of sluiters genoemd. Hun taak was het beheren van de burchten van de graaf en de daarbij behorende domeinen. Sluiters fungeerden dus als rentmeesters. Vanaf 1310 werd het gehele domeinbeheer overgenomen door de rentmeesters.
In het hertogdom Gelre bestond in de vijftiende eeuw onder hertog Arnold de hertogelijke raad voornamelijk uit ridders, waaronder altijd een landrentmeester. Deze beheerde de financiën van de hertog en controleerde de rekeningen van de lokale rentmeesters, alsmede de rekeningen van de ambtmannen en de tollenaars. Het ambt van landrentmeester is vanaf ongeveer 1340 in bronnen vermeld. Na 1543 speelden Hollanders een belangrijke rol in het bestuur van Gelre. De financiële controle werd losgekoppeld van het bestuur en de rechtspraak. Gerard van Rhenoy werd aangesteld als landmeester-generaal.

## Huidige rentmeester
De eigenaar of bezitter die zijn onroerend goed laat beheren door een rentmeester kan zowel een particulier als een private of publieke rechtspersoon zijn. Een rentmeester is in de regel een breed opgeleide vastgoeddeskundige. Naast het organiseren van het beheer adviseren rentmeesters op het gebied van onder andere grondzaken, grondbeleid, overdracht van eigendom, pacht, erfpacht, onteigening, vestigen van zakelijke rechten, schadevergoeding, waardering van vastgoed, fiscale aspecten, juridische aspecten (zoals illegaal grondgebruik en verjaring), planologische vraagstukken, bestemmingswijziging en gebiedsontwikkeling. Een rentmeester is gericht op de lange termijn en is dus niet uit op snel gewin. Hiermee onderscheidt de rentmeester zich van de makelaar, die meestal kort aan een opdrachtgever gebonden is.
Rentmeesters kunnen in Nederland zowel zelfstandig als in dienst van rentmeesterkantoren werken. In beide gevallen kunnen zij lid zijn van de Koninklijke Nederlandse Vereniging van Rentmeesters (NVR). Om de kwaliteit en integriteit van de Rentmeesters NVR te waarborgen, hanteert de NVR een streng toelatingsbeleid. Eenmaal lid van de vereniging moeten Rentmeesters NVR zich houden aan de gedragscode en aan de regels voor permanente educatie. Door de gedragscode en het toezicht van de Stichting Rentmeesterskamer zijn de belangen van de opdrachtgever ge waarborgd.

## Bijbel en Christendom
Ook in een heilig boek van het Christendom, de Bijbel, komt men de functionaris tegen, in de gelijkenis van de onrechtvaardige rentmeester. Deze titel stamt uit de vertaling NBG 1951, een nieuwere vertaling, de Nieuwe Bijbelvertaling uit 2004 koos als titel: 'Rijkdom en gerechtigheid'.
De gelijkenis staat in het boek dat door Lucas zou zijn geschreven. Het gaat over een rentmeester die ontslagen wordt. Deze verlaagt vervolgens de schuld die de mensen hebben bij zijn baas; in de praktijk van die tijd betrof dat wellicht het deel van de heffing dat hij mocht opleggen als eigen inkomsten. Hij hoopt daarmee hun sympathie te verwerven voor als hij op straat zal staan.
In de Bijbel en ook breder in de christelijke ethiek, wordt rentmeesterschap ook in overdrachtelijke zin gebruikt, de mens is volgens de Bijbel geen eigenaar van zijn bezit maar rentmeester. God is in die visie eigenaar van alles op aarde, zowel het stoffelijke als het onstoffelijke, de mens heeft het slechts in bruikleen. Het bestuurlijk hoofd van de rooms-katholieke Kerk, paus Franciscus, wijdde er in 2015 een beleidsstuk aan.

## Politiek
In de politiek wordt het begrip rentmeesterschap vanouds als stelregel gehanteerd door met name christelijke en later ook door ecologistische partijen. Goed rentmeesterschap staat dan voor het streven naar duurzame ontwikkeling. Veel andere partijen delen overigens in meer of mindere mate deze zienswijze.

## Bekende rentmeesters wereldwijd
Twee willekeurige namen:
- Charles Boycott
- Judas Guldenwaard (stripfiguur)